# Académie des sciences morales et politiques
Pour les articles homonymes, voir ASMP.
 (mars 2023).
Si vous disposez d'ouvrages ou d'articles de référence ou si vous connaissez des sites web de qualité traitant du thème abordé ici, merci de compléter l'article en donnant les références utiles à sa vérifiabilité et en les liant à la section « Notes et références ».
L'Académie des sciences morales et politiques (ASMP) est l'une des cinq académies de l'Institut de France. Fondée en 1795, supprimée en 1803 et rétablie en 1832 sous l'influence du ministre et académicien François Guizot, l’Académie œuvre dans le champ des sciences humaines et sociales.

## Organisation
Les membres de l’Académie sont élus par leurs pairs, selon leurs mérites personnels. L’Académie compte 50 membres répartis, selon leur spécialité, en six sections :
- I : Philosophie
- II : Morale et sociologie
- III : Législation, droit public et jurisprudence
- IV : Économie politique, statistique et finances
- V : Histoire et géographie
- VI : Section générale, anciennement appelée « membres libres »

À ces six sections s'ajoutent des associés étrangers et des correspondants. En 2023, parmi les associés étrangers figurent notamment le roi Charles III et l'ancien roi d'Espagne Juan Carlos Ier.
L'Académie constitue un organe de réflexion interdisciplinaire. Elle diffuse sur son site internet les textes des communications qui lui sont présentées, ainsi que des rapports et certains textes écrits par ses membres.

## Histoire
Ancêtres des Académies actuelles, les Académies royales furent créées dans la seconde moitié du XVIIe siècle : Académie française (1635), Académie des inscriptions et belles-lettres (1663), Académie des sciences (1666), ainsi que les différentes académies à l'origine de l'Académie des beaux-arts.

### Classe des sciences morales et politiques de l'Institut national (1795-1803)
Il n'existait avant 1789 aucune institution spéciale correspondant à l'Académie des sciences morales et politiques. Celle-ci a pour origine la « Classe des sciences morales et politiques » de l'Institut national des sciences et des arts créé par la Convention du 5 fructidor an III (22 août 1795), deux ans après la suppression des Académies royales par la Révolution française (décret de la Convention du 8 août 1793).
L'Institut était alors divisé en trois classes : la première consacrée aux sciences physiques et mathématiques (domaine de l'ancienne Académie des sciences), la deuxième aux sciences morales et politiques, et la troisième à la littérature et aux beaux-arts (domaine des autres Académies antérieures à la Révolution : Académie française, Académie royale des inscriptions et belles-lettres, Académie royale de peinture et de sculpture, Académie royale d'architecture).

### Suppression de la classe des sciences morales et politiques (1803)
Par arrêté consulaire du 3 pluviôse an XI (23 janvier 1803), l'Institut national fut réorganisé en quatre classes : classe des sciences physiques et mathématiques, classe de la langue et de la littérature française, classe d'histoire et de littérature anciennes, classe des beaux-arts.
Les membres des trois classes primitives devaient être répartis dans les quatre nouvelles, ceux de la classe des sciences morales et politiques étaient transférés, suivant la nature de leurs travaux, soit dans la classe des sciences physiques et mathématiques, soit dans celle de langue et de littérature française, soit dans celle d'histoire et de littérature anciennes.
L'ordonnance du 21 mars 1816, promulguée par Louis XVIII vient reconstituer les anciennes Académies en les rétablissant dans leur nom et dans leurs prérogatives au sein de l'Institut de France conservé mais réformé. Toutefois cette restauration ne concerne pas le domaine des sciences morales et politique.

### Restauration de la classe des sciences morales et politiques (1832)
« Les sciences morales et politiques influent directement parmi nous sur le sort de la société, elles modifient rapidement les lois et les mœurs. On peut dire que, depuis un demi-siècle, elles ont joué un rôle dans notre histoire. C'est qu'elles ont acquis pour la première fois ce qui leur avait toujours manqué, un caractère vraiment scientifique. »

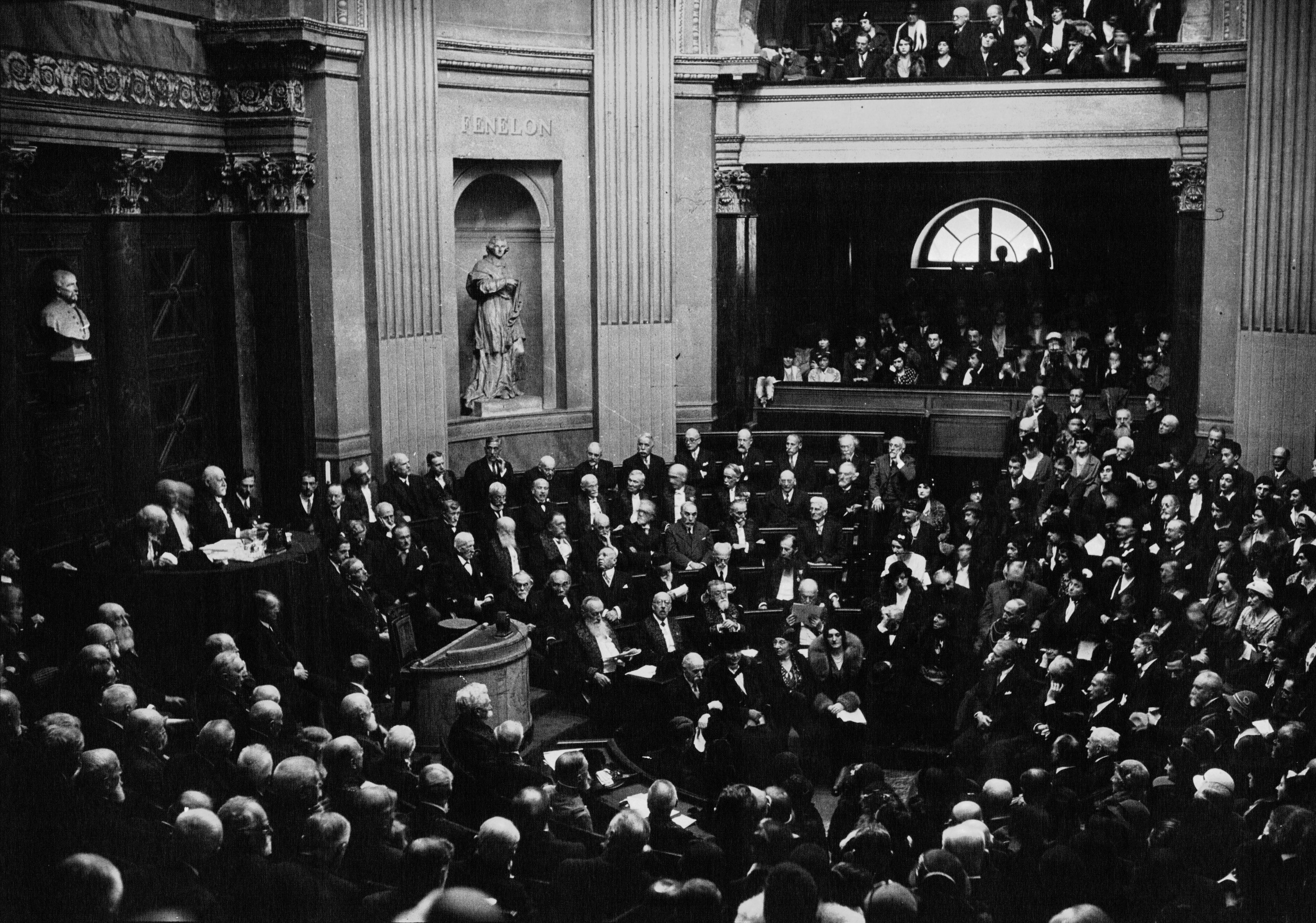
Séance commémorative du centenaire du rétablissement de l'Académie des sciences morales et politiques à l'Institut de France en 1932.
Vue générale pendant le discours du président Léon Brunschvicg (sur la gauche).

C'est ainsi que François Guizot, ministre de l'Instruction publique du roi des Français Louis-Philippe Ier et historien, argumente auprès du roi la nécessité de rétablir la seconde classe.
L'Académie des sciences morales et politiques est restaurée par l'ordonnance du 26 octobre 1832. Elle est divisée en cinq sections : philosophie, morale (devenue par la suite morale et sociologie), législation, droit public et jurisprudence, économie politique et statistique (complétée plus tard par l'adjonction du mot « finances »), histoire générale et philosophique (devenue depuis histoire et géographie).
Le premier règlement intérieur fixant le nombre d'académiciens de chacune des sections, le nombre de membres libres, d'associés étrangers et de correspondants a connu sa principale modification en 1964, lorsque l'Académie a décidé de supprimer la catégorie des membres libres pour les réunir au sein d'une nouvelle section d'académiciens titulaires, la section générale, composée de dix membres.

## Membres

### Composition actuelle
| Section                                          | Fauteuil | Membre                                           | Date d'élection ou de vacance |
| ------------------------------------------------ | -------- | ------------------------------------------------ | ----------------------------- |
| I : Philosophie                                  | 1        | Chantal Delsol                                   | 2007                          |
| I : Philosophie                                  | 2        | Carole Talon-Hugon (non installée)               | 2024                          |
| I : Philosophie                                  | 3        | Fauteuil vacant (Bernard Bourgeois)              | 2024                          |
| I : Philosophie                                  | 4        | Olivier Houdé                                    | 2018                          |
| I : Philosophie                                  | 5        | Daniel Andler                                    | 2016                          |
| I : Philosophie                                  | 6        | Claudine Tiercelin                               | 2017                          |
| I : Philosophie                                  | 7        | Rémi Brague                                      | 2009                          |
| I : Philosophie                                  | 8        | Fauteuil vacant (Bertrand Saint-Sernin)          | 2024                          |
| II : Morale et Sociologie                        | 1        | Pierre-Michel Menger                             | 2023                          |
| II : Morale et Sociologie                        | 2        | Olivier Grenouilleau (non installé)              | 2024                          |
| II : Morale et Sociologie                        | 3        | Luc Ravel                                        | 2022                          |
| II : Morale et Sociologie                        | 4        | Pierre Brunel                                    | 2015                          |
| II : Morale et Sociologie                        | 5        | Marianne Bastid-Bruguière                        | 2001                          |
| II : Morale et Sociologie                        | 6        | Jean-François Mattéi                             | 2015                          |
| II : Morale et Sociologie                        | 7        | Xavier Darcos                                    | 2006                          |
| II : Morale et Sociologie                        | 8        | Haïm Korsia                                      | 2014                          |
| III : Législation, droit public et Jurisprudence | 1        | Yves Gaudemet                                    | 2014                          |
| III : Législation, droit public et Jurisprudence | 2        | Bruno Cotte                                      | 2010                          |
| III : Législation, droit public et Jurisprudence | 3        | Serge Sur                                        | 2021                          |
| III : Législation, droit public et Jurisprudence | 4        | Bernard Stirn                                    | 2019                          |
| III : Législation, droit public et Jurisprudence | 5        | Louis Vogel                                      | 2020                          |
| III : Législation, droit public et Jurisprudence | 6        | Gilbert Guillaume                                | 2007                          |
| III : Législation, droit public et Jurisprudence | 7        | Fauteuil vacant (François Terré)                 | 2024                          |
| III : Législation, droit public et Jurisprudence | 8        | Pierre Delvolvé                                  | 2009                          |
| IV : Économie politique, Statistique et Finances | 1        | Bernard Arnault (non installé)                   | 2024                          |
| IV : Économie politique, Statistique et Finances | 2        | Michel Pébereau                                  | 2007                          |
| IV : Économie politique, Statistique et Finances | 3        | Pierre-André Chiappori                           | 2017                          |
| IV : Économie politique, Statistique et Finances | 4        | Dominique Senequier                              | 2023                          |
| IV : Économie politique, Statistique et Finances | 5        | Jean-Claude Casanova                             | 1997                          |
| IV : Économie politique, Statistique et Finances | 6        | Fauteuil vacant (Marcel Boiteux)                 | 2023                          |
| IV : Économie politique, Statistique et Finances | 7        | Fauteuil vacant (Yvon Gattaz)                    | 2024                          |
| IV : Économie politique, Statistique et Finances | 8        | Jean Tirole                                      | 2011                          |
| V : Histoire et Géographie                       | 1        | Georges-Henri Soutou                             | 2008                          |
| V : Histoire et Géographie                       | 2        | Jean-Robert Pitte                                | 2008                          |
| V : Histoire et Géographie                       | 3        | François d'Orcival                               | 2008                          |
| V : Histoire et Géographie                       | 4        | Emmanuel de Waresquiel (non installé)            | 2025                          |
| V : Histoire et Géographie                       | 5        | Lucien Bély                                      | 2023                          |
| V : Histoire et Géographie                       | 6        | Éric Roussel                                     | 2018                          |
| V : Histoire et Géographie                       | 7        | Alain Duhamel                                    | 2012                          |
| V : Histoire et Géographie                       | 8        | Jean Tulard                                      | 1994                          |
| VI : Section générale                            | 1        | Renaud Denoix de Saint Marc                      | 2004                          |
| VI : Section générale                            | 2        | André Vacheron                                   | 2009                          |
| VI : Section générale                            | 3        | Jean-David Levitte                               | 2007                          |
| VI : Section générale                            | 4        | Henri Bentégeat (non installé)                   | 2023                          |
| VI : Section générale                            | 5        | Pierre Mazeaud                                   | 2005                          |
| VI : Section générale                            | 6        | Fauteuil vacant (Gabriel de Broglie)             | 2025                          |
| VI : Section générale                            | 7        | Jean-Claude Trichet                              | 2010                          |
| VI : Section générale                            | 8        | Thierry de Montbrial                             | 1992                          |
| VI : Section générale                            | 9        | Jacques de Larosière                             | 1993                          |
| VI : Section générale                            | 10       | Hervé Gaymard                                    | 2022                          |
| Associés étrangers                               | 1        | Denis Mukwege (non installé)                     | 2024                          |
| Associés étrangers                               | 2        | Bartholomée Ier de Constantinople (non installé) | 2025                          |
| Associés étrangers                               | 3        | S.M. Charles III                                 | 1992                          |
| Associés étrangers                               | 4        | S.A.R. El Hassan Bin Talal                       | 2008                          |
| Associés étrangers                               | 5        | Stephen Breyer                                   | 2012                          |
| Associés étrangers                               | 6        | Élie Barnavi (non installé)                      | 2025                          |
| Associés étrangers                               | 7        | Fauteuil vacant (Ismail Kadaré)                  | 2024                          |
| Associés étrangers                               | 8        | Mario Monti                                      | 2012                          |
| Associés étrangers                               | 9        | Dora Bakoyannis                                  | 2008                          |
| Associés étrangers                               | 10       | S.E. Zaki Nusseibeh                              | 2021                          |
| Associés étrangers                               | 11       | S.M. Juan Carlos Ier                             | 1988                          |
| Associés étrangers                               | 12       | Jean-Claude Juncker                              | 2006                          |

### Liste des officiers

#### Présidents
- 2025 : Jean-Robert Pitte
- 2024 : Bruno Cotte
- 2023 : Jean-Claude Trichet
- 2022 : Rémi Brague
- 2021 : André Vacheron
- 2020 : Pierre Delvolvé
- 2019 : Georges-Henri Soutou
- 2018 : François d'Orcival
- 2017 : Michel Pébereau
- 2016 : Gilbert Guillaume
- 2015 : Chantal Delsol
- 2014 : Bernard Bourgeois
- 2013 : Bertrand Collomb
- 2012 : Marianne Bastid-Bruguière
- 2011 : Jean Baechler
- 2010 : Jean Mesnard
- 2009 : Jean-Claude Casanova
- 2008 : François Terré
- 2007 : Lucien Israël
- 2006 : André Damien
- 2005 : Jean Tulard
- 2004 : Michel Albert
- 2003 : Emmanuel Le Roy Ladurie
- 2002 : Marcel Boiteux
- 2001 : Thierry de Montbrial
- 2000 : Roland Drago
- 1999 : Yvon Gattaz
- 1998 : René Pomeau
- 1997 : Roger Arnaldez
- 1996 : Alain Plantey
- 1995 : Jean Foyer
- 1994 : Jean Imbert
- 1993 : Pierre Chaunu
- 1992 : Raymond Polin
- 1991 : Raymond Triboulet
- 1990 : Henri Amouroux
- 1989 : Albert Brunois
- 1988 : Maurice Le Lannou
- 1987 : François Lhermitte
- 1986 : Jean-Baptiste Duroselle
- 1985 : Fernand Gambiez
- 1984 : Pierre-Georges Castex
- 1983 : Jean Cazeneuve
- 1982 : Suzanne Basdevant
- 1981 : Henri Guitton
- 1980 : André Piettre
- 1979 : Jean Fourastié
- 1978 : Pierre-Maxime Schuhl
- 1977 : Gaston Leduc
- 1976 : Raymond Aron
- 1975 : Wilfrid Baumgartner
- 1974 : Émile James
- 1958 : Léon Noël
- 1955 : Léon Julliot de La Morandière
- 1930 : Henry Berthélemy
- 1929 : Georges Teissier
- 1919 : Charles Morizot-Thibault
- 1897 : Ernest Désiré Glasson
- 1833 : Pierre-Louis Roederer
- 1832 : Pierre-Louis Roederer

#### Secrétaires perpétuels
- depuis 2023 : Bernard Stirn
- 2017-2022 : Jean-Robert Pitte
- 2011-2017 : Xavier Darcos
- 2005-2010 : Michel Albert
- 1999-2004 : Jean Cluzel
- 1995-1998 : Pierre Messmer
- 1978-1995 : Bernard Chenot
- 1970-1978 : Pierre Clarac
- 1956-1969 : Émile Mireaux
- 1951-1956 : François Albert-Buisson
- 1935-1951 : Ernest Seillière
- 1918-1935 : Charles Lyon-Caen
- 1913-1917 : René Stourm
- 1909-1913 : Alfred de Foville
- 1896-1909 : Georges Picot
- 1882-1896 : Jules Simon
- 1837-1882 : François-Auguste Mignet
- 1832-1837 : Charles Comte

## Orientation politique
En 2013, l'académie se positionne contre la légalisation du mariage pour tous.
En 2023, la bourse Marcelle Blum est attribuée à l'Observatoire de la petite sirène, une organisation militant contre l’autodétermination des personnes trans.

## Prix décernés
- Prix Gegner, prix de philosophie
- Prix Louis-Cros, prix des sciences de l'éducation
- Prix Claude-Berthault
- Prix Le Dissez-de-Penanrun
- Prix René Laurentin
- Prix Louis-Marin[4]
- Prix Jean-Reynaud
- Prix Corbay[5]
- Prix Charles-Aubert de droit
- Prix Drouyn-de-Lhuys
- Prix de Joest
- Prix Jules Audéoud